# Aziz Nasirzadeh
Aziz Nasirzadeh (en persa: عزیز نصیرزاده‎) (Sarab, Azerbaiyán Oriental, 1965) es un oficial militar iraní, actual Ministro de Defensa y Logística de las Fuerzas Armadas de Irán desde agosto de 2024. Fue Jefe Adjunto del Estado Mayor de las Fuerzas Armadas de la República Islámica de Irán de septiembre de 2021 a 2024, y comandante de la Fuerza Aérea de la República Islámica de Irán (IRIAF) entre agosto de 2018 y septiembre de 2021. Anteriormente se desempeñó como Jefe de Estado Mayor de la Fuerza Aérea de Irán. Veterano de la guerra entre Irán e Irak, cuando la guerra terminó en 1988 se graduó como piloto certificado de F-14, pero sin combatir en una guerra real.
Tras los ataques israelíes contra Irán en junio de 2025, varios medios de comunicación opositores y del medio internacional informaron que Nasirzadeh había sido asesinado durante los ataques israelíes contra la sede de Ministerio de Defensa iraní en Teherán. Sin embargo, el periodista Dara Nassari dijo que Amir Nasirzadeh goza de plena salud y continúa sirviendo al honorable pueblo de Irán.

## Carrera militar
Nasirzadeh inició su carrera militar como piloto de caza F-14 Tomcat al final de la guerra entre Irán e Irak, aunque nunca participó en combate. Durante su estadía militar, ocupó cargos clave en la Fuerza Aérea de la República Islámica de Irán, desempeñándose como jefe de personal y comandante interino, antes de ser nombrado comandante en jefe entre 2018 y 2021.
Desde septiembre de 2021 hasta 2024, Nasirzadeh fue nombrado Jefe Adjunto del Estado Mayor de las Fuerzas Armadas de la República Islámica de Irán, un puesto de gran relevancia estratégica dentro del estamento militar iraní. En agosto de 2024 fue nombrado Ministro de Defensa de Irán.
Nasirzadeh ha participado en la planificación de seguridad a nivel nacional, incluida la presidencia de la Organización Nacional de Defensa Pasiva de Irán, responsable de salvaguardar la crítica infraestructura civil, militar y nuclear de Irán de posibles ataques estadounidenses o israelíes. Sus compromisos en materia de seguridad internacional incluyen la cooperación en materia de defensa con Armenia y ejercicios militares conjuntos con Azerbaiyán, destinados a contrarrestar la influencia israelí, turca y occidental en el Cáucaso Sur.
Tras los ataques israelíes contra Irán en junio de 2025, varios medios de comunicación de la oposición y extranjeros afirmaron que Nasirzadeh había sido asesinado en los ataques contra la sede del Ministerio de Defensa iraní en Teherán. Sin embargo, el periodista progubernamental Dara Nassari dijo que Amir Nasirzadeh «goza de plena salud y continúa sirviendo al honorable pueblo de Irán».

## Posturas

### Israel
Nasirzadeh ha mostrado apoyo a la ideología de la «Resistencia», afirmando que es un sistema de creencias profundamente arraigado y no una mera táctica. En 2024, afirmó que «la resistencia derrotará a Israel como lo hizo en 2006». En una declaración pública, advirtió que «cualquier acción maliciosa del régimen sionista resultará en su propia destrucción», asegurando que Irán está preparado para enfrentar cualquier escenario. En agosto de 2023, dijo: «Nuestras generaciones actuales y futuras esperan con impaciencia y todo el corazón luchar contra el régimen sionista y borrarlo de la faz de la Tierra».

### Estados Unidos
En junio de 2025, refiriéndose a un posible fracaso de las negociaciones entre Estados Unidos e Irán en 2025, declaró: «Si se nos impone un conflicto [...] todas las bases estadounidenses están a nuestro alcance, y las atacaremos con valentía en los países anfitriones».